# تايلور إينغليز
تايلور إينغليز هو لاعب كرة قدم كندية كندي، ولد في 4 نوفمبر 1983 في إدمونتون في كندا.